# Fun guo
El fun guo és un tipus de dumpling al vapor de la regió de Chaoshan, en la costa est de Guangdong, una província del sud de la Xina. En el dialecte chaozhou de Min Nan, els dumplings es diuen hung gue (粉餜), però són més àmpliament coneguts pel seu nom cantonès. També es mengen en les regions no chaozhou de Guangdong. En Hawaii, el fun guo es denomina pepeiao, 'orella', per la seua forma.

## Ingredients
S'emplenen típicament amb cacauet picat, alls, carn de porc picada, gamba seca, rave sec i bolets shiitake. Uns altres farcits inclouen cilantre, jícama o daikon sec. El farciment s'embolica en una gruixuda capa feta amb una barreja de farines o midó vegetal i aigualeix bullint. Encara que la recepta per a aquesta massa pot variar, sol consistir en farina de blat sense gluten (澄面), farina de tapioca (菱粉) i farina de blat de moro o midó de creïlla (生粉). Els dumplings solen servir-se amb un platet d'oli de vitet.